# راشد السيف
راشد سيف راشد السيف العتيبي ، (1972 - 1899) شاعر وأديب وتربوي وخطيب كويتي.

## عن حياته
ولد راشد سيف راشد السيف العتيبي في الكويت الحي القبلي عام 1899 م ، ووالدته هي المحسنة موزة بنت إبراهيم آل خلف «الطراروه»، صاحبة الأوقاف الكثيرة، توفي في 13 ديسمبر 1972 ، وكان ملقب بالملا راشد السيف. أتى أجداده وأجداد أمه من الزلفي، من الجزيرة العربية.

## التعليم
بدأ تعليمه في الكتّاب على يد عبد الوهاب الحنيّان، ثم تلقى علومه على يد العلامة عبد الله الخلف، ودرس الحديث على محمد العباسي، وعبد المحسن البابطين.
ثم ترك الكتاب وذهب إلى البحر ليعمل بحارا 
يعد أحد رجالات التعليم في الكويت، فقد وهب له جهده ومارسه حتى نهاية حياته، كما عمل في إمامة بعض المساجد أحيانًا.
كان عضوًا في جمعية المعلمين، وجمعية الإرشاد الإسلامي.
كان محبا للعلم وعندما عين شملان علي الرومي مدرسا في مدرسة الأيتام الأهلية وهي مدرسة السعادة التي أنشأها لأيتام الكويت تنقل للتدريس في عدد من المدارس الأهلية حتى إختارته دائرة المعارف في الكويت للتدريس في المدرسة المباركية والمدرسة الأحمدية وكان عضوا في نادي المعلمين الكويتي وترقى في عمله وأصبح ناظرا للمدرسة الأحمدية لمدة 11 سنة، وبعدها حصل سوء تفاهم بينه وبين مدير المعارف فاعتزل نظار المدرسة وظل مدرسا عاديا.

## الإنتاج الشعري
- نشرت له قصائد في صحف عصره منها: «جامعة الدول العربية» - مجلة كاظمة - أكتوبر 1948، و«دمعة حمراء» - مجلة البعثة - ديسمبر 1951، و«أجوب الطول والعرضا» - مجلة «الرائد» (أصوات أدبية) - مايو 1972، وصدر عن المترجم كتاب باسمه، تضمن عددًا من قصائده، وله قصائد لا تزال مخطوطة، في حوزة أسرته.
تتجلى في شعره نزعة الدعوة إلى الإصلاح، وفيه تبدو صورة عصره الاجتماعية والسياسية لما في هذا الشعر من انفعال بالأحداث، كما كانت له قصائد سجالية مع عدد من شعراء عصره، يجمع بين الجزالة والسلاسة، وقد يقتحم القوافي الصعبة، كما في قصيدته الضادية.
كان يلقي شعره الذي كان يتسم بأنه صورة عن الحياة التي عاشها وتجسيدا لآراءه ومال إلى البساطة والبعد عن التنميق والتكلف.
وله ديوان باسم السيفيات-كرمته الدولة عام1968.
قال عنه الشاعر الجزائري الإبراهيمي: «السيف أشعرنا».

## كتب عنه
- راشد السيف... حياته وشعره- يعقوب يوسف الغنيم.
- أدباء الكويت في قرنين - خالد سعود الزيد.[3]